# Pont-et-Massène
Pont-et-Massène ist eine französische Gemeinde mit 182 Einwohnern (Stand 1. Januar 2022) im Département Côte-d’Or in der Region Bourgogne-Franche-Comté. Sie gehört zum Kanton Semur-en-Auxois und zum Arrondissement Montbard.
Nachbargemeinden sind Semur-en-Auxois im Nordwesten, Villars-et-Villenotte im Norden, Saint-Euphrône im Osten, Montigny-sur-Armançon im Süden und Le Val-Larrey im Westen.

## Weblinks

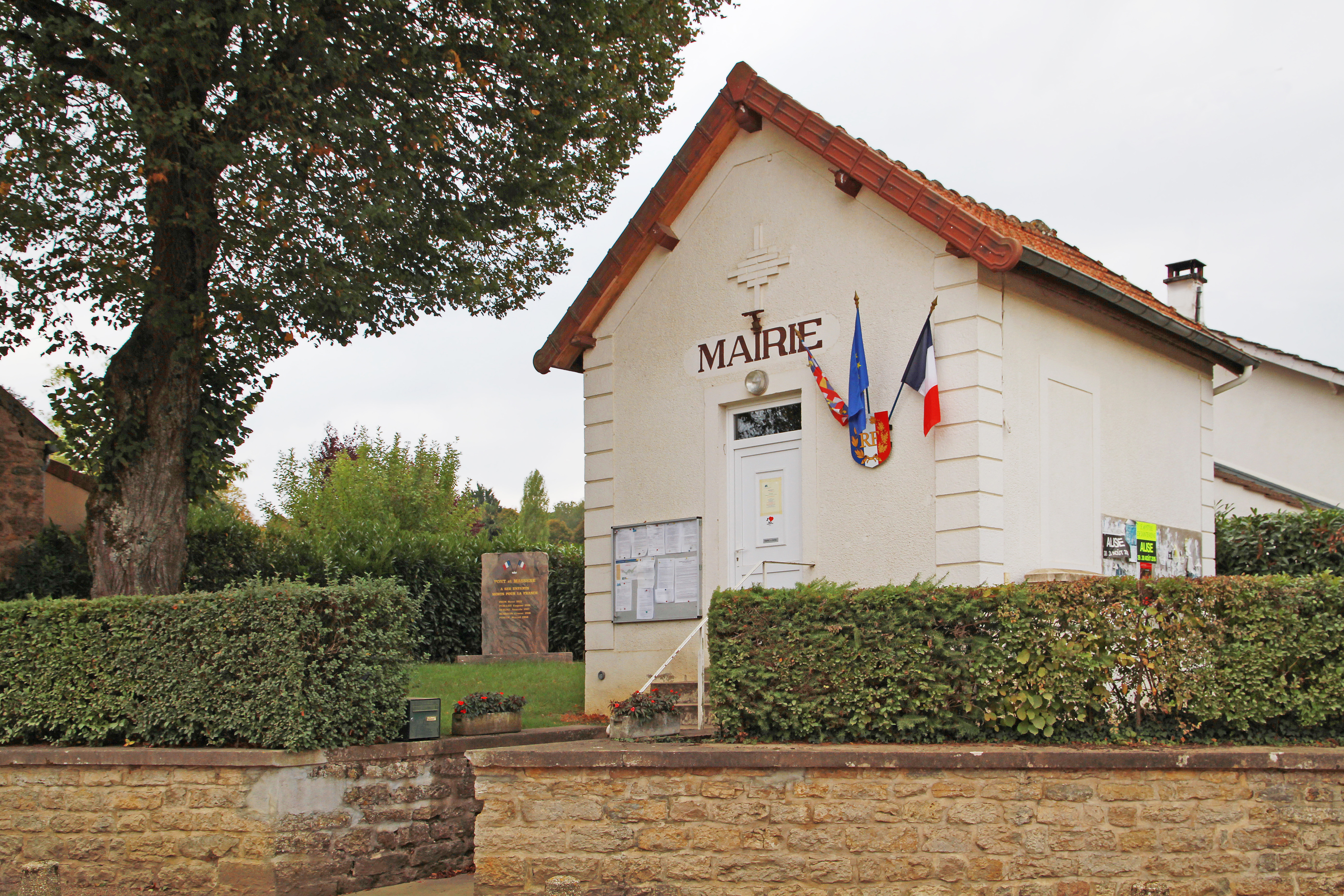
Mairie Pont-et-Massène

## Bevölkerungsentwicklung
| Jahr                       | 1962 | 1968 | 1975 | 1982 | 1990 | 1999 | 2008 | 2015 |
| -------------------------- | ---- | ---- | ---- | ---- | ---- | ---- | ---- | ---- |
| Einwohner                  | 89   | 86   | 93   | 104  | 137  | 137  | 199  | 193  |
| Quellen: Cassini und INSEE |      |      |      |      |      |      |      |      |